# Vendimiario

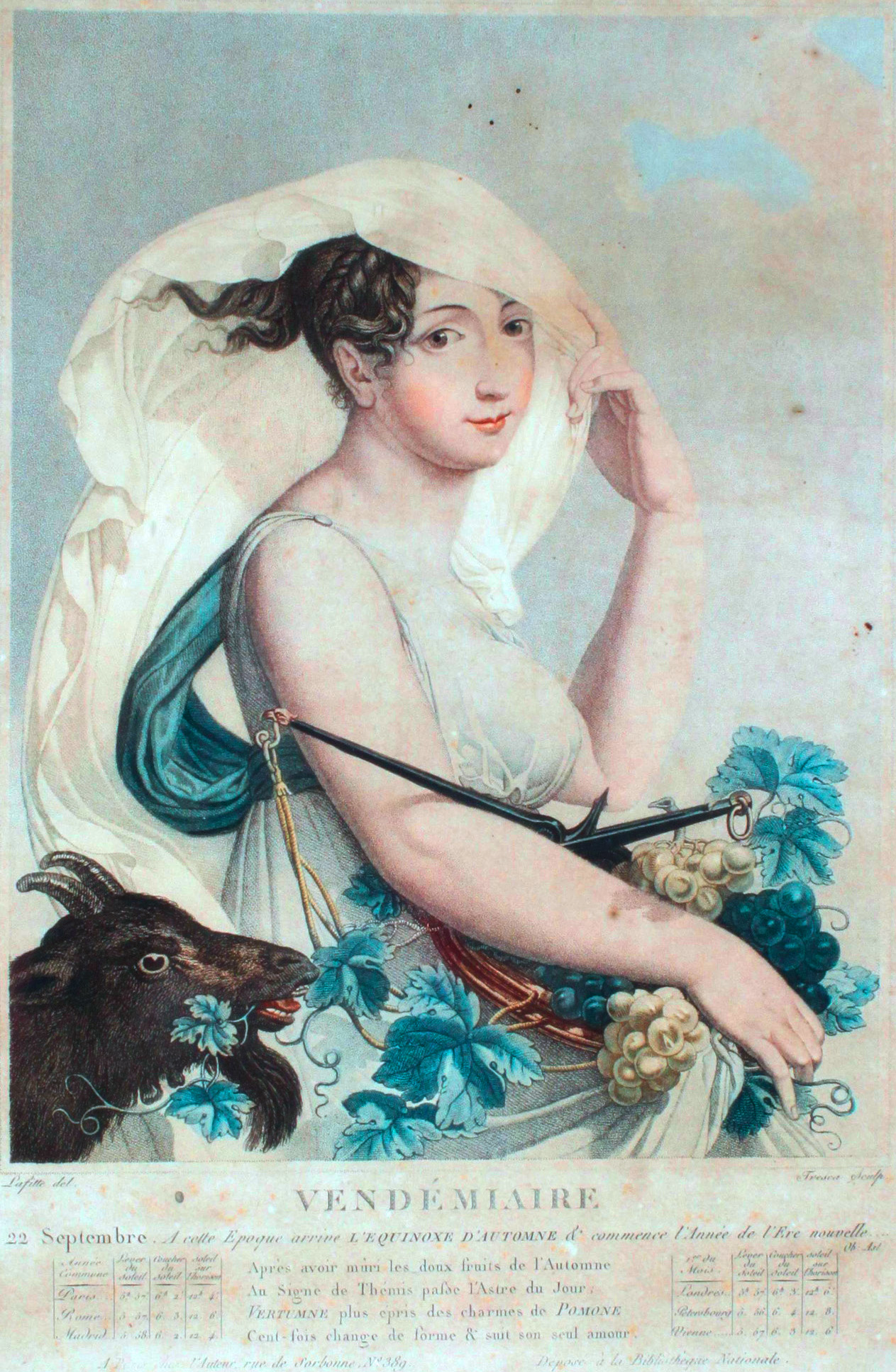
Alegoría de vendimiario, de Louis Lafitte.

Vendimiario (en francés Vendémiaire) es el nombre del primer mes del calendario republicano francés, el primero también de la estación otoñal. Comienza el día del equinoccio de otoño, que según el año cae  el 22,23 o 24 de septiembre, y acaba el 21,22 o 23 de octubre. Coincide aproximadamente con el paso aparente del Sol por la constelación zodiacal de Libra.

## Etimología
El nombre del mes deriva del francés vendange, que quiere decir vendimia. Según el informe a la Convención propuesto por Fabre d'Églantine, dicho nombre se refiere a «las vendimias que tienen lugar en septiembre y en octubre». El sufijo -ario denota que el mes pertenece a la estación del otoño, igual que Brumario y Frimario.

## Reseña histórica
Este primer mes del año del calendario republicano francés llamado vendimiario es célebre por el acontecimiento que hizo aparecer por primera vez a Napoleón Bonaparte en los asuntos políticos de la historia de Francia, la Insurrección realista del 13 vendimiario del año IV.